# 富士カントリー可児クラブ

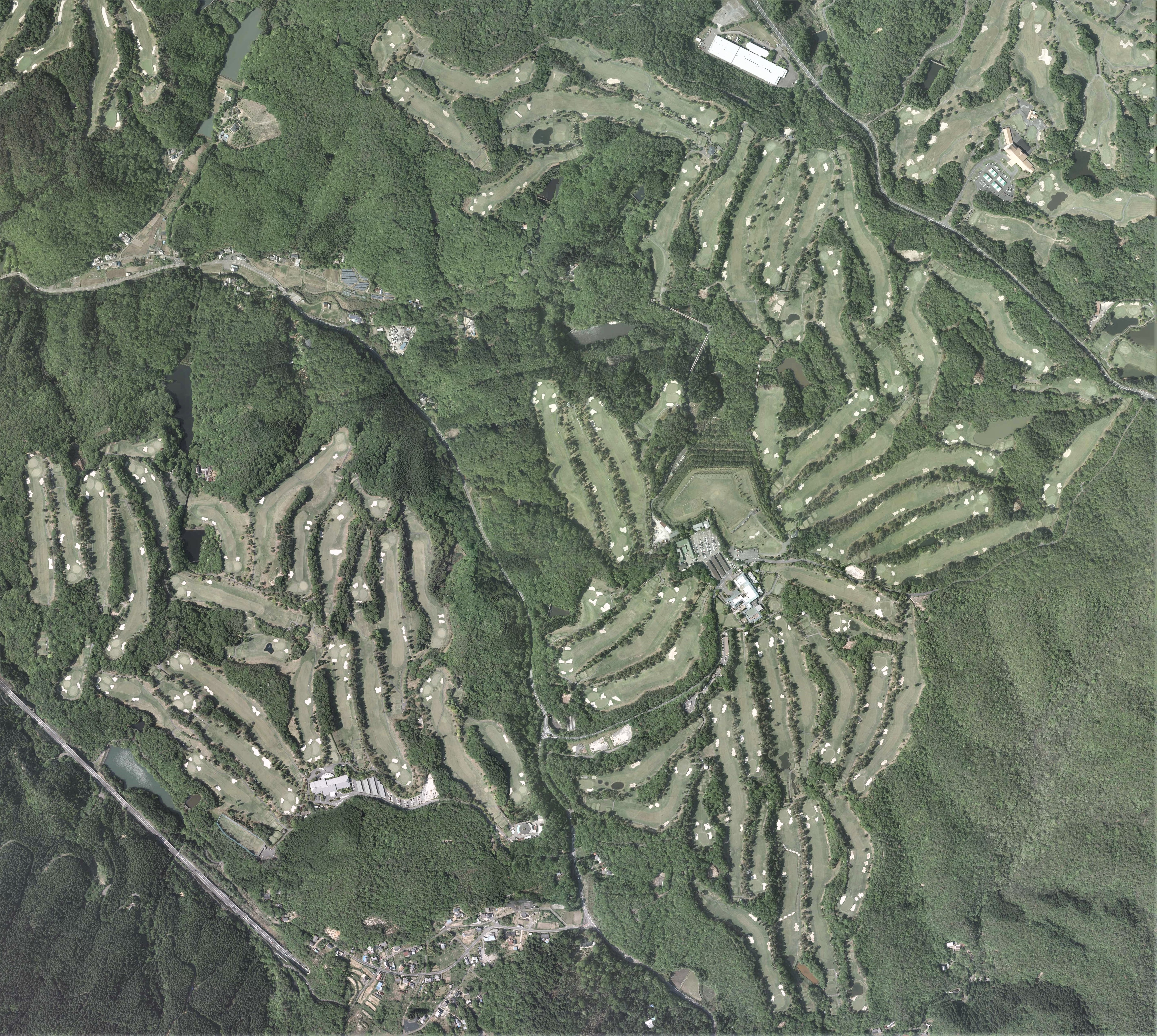
富士カントリー可児クラブ全体の空中写真。
2018年4月28日撮影の6枚を合成作成。
。

富士カントリー可児クラブ（ふじカントリーかにクラブ）は、 岐阜県可児市久々利向平に事務所があるゴルフ場。同市久々利向平に「可児ゴルフ場」、同市久々利柿下に「美濃ゴルフ場」がある。

## 概要
富士カントリー可児クラブは、新たなゴルフ場建設に向け「株式会社可児ゴルフ倶楽部」を設立、1972年(昭和47年)11月28日、コース設計を上田治、富沢廣親、加藤義明に依頼、工事を安藤建設株式会社が行い、「可児ゴルフ場」54ホールの丘陵コースを開場した。1975年（昭和50年）11月5日、コース設計を富沢廣親、各務鉚二に依頼、工事を東海興業株式会社が行い、「美濃ゴルフ場」27ホールの丘陵コースを開場した。
可児ゴルフ場は、志野コース、織部コース、黄瀬戸コースの各18ホールがある。志野コースは、丘陵コースであるが全体的にフラットでティグラウンドも広く距離も長い、のびのびとプレーできるコース。織部コースは、志野コースと比較して距離は同じだが更に難しいコースである。黄瀬戸コースは、一番距離が短くフラットで各ホールのグリーンが望めるが戦略性を求められるコースである。美濃ゴルフ場は、西コース、中コース、東コースの各9ホールがある。西コースは、全体的にフラットで距離も短いが、谷越えやグリーン周りなど難易度は一番のコース。中コースは、最も距離が長く方向性を重要視されるコース。東コースは、谷越えなどトリッキーなホールが続き油断できないコースである
。
また、日本のプロゴルフメジャー大会の1つ、日本プロゴルフ協会主催競技でもあり、日本選手権大会に相当する、日本プロゴルフ選手権大会の2024年（令和6年）開催が決定している。

## 可児ゴルフ場

### 所在地
〒509-0224 岐阜県可児市久々利向平221－2番地

### コース情報
- 開場日 - 1972年11月28日
- 設計者 - 上田 治、富沢 廣親、加藤 義明
- 面積 - 2,315,000m2（約万坪）
- コースタイプ - 丘陵コース
- コース - 54ホールズ、パー216、21,011ヤード、コースレート 志野コース73.8、織部コース73.6、黄瀬戸コース71.7
- グリーン - 2グリーン、ベント（ペンクロス）、ニューベント
- フェアウエイ - コーライ
- ラフ - ノシバ
- ハザード - バンカーの275、池が絡むホール9
- プレースタイル - 乗用カート(5人乗り)、リモコン式、キャディ・セルフ選択可
- 練習場 - 27打席 200ヤード
- 休場日 - 無し[1][3]

### クラブ情報
- ハウス設計 - 合資会社三共建築設計事務所
- ハウス施工 - 安藤建設株式会社[1][4]

### ギャラリー
- コース - [5][6][7]
- ハウス - [8]

### 交通アクセス
- 鉄道 - JR中央本線 - 土岐市駅よりタクシー利用 約15分
- 道路 - 東海環状自動車道 - 五斗蒔スマートICより 4km 約5分[4]

### メジャー選手権
- 2024年（令和6年） - 第91回 日本プロゴルフ選手権大会開催予定[9]

## 美濃ゴルフ場

### 所在地
〒509-0234 岐阜県可児市久々利柿下3－88番地

### コース情報
- 開場日 - 1975年11月5日
- 設計者 - 富沢 廣親、各務 鉚二
- 面積 - 1,220,000m2（約万坪）
- コースタイプ - 丘陵コース
- コース - 27ホールズ、パー108、9,583ヤード、コースレート 西・中コース69.4、中・東コース69.8、東・西コース69.6
- グリーン - 2グリーン、コーライ、ベント（ペンクロス）
- フェアウエイ - コーライ
- ラフ - ノシバ
- ハザード - バンカーの122、池が絡むホール2
- プレースタイル - 乗用カート(5人乗り)、リモコン式、全組セルフプレー
- 練習場 - 12打席 150ヤード
- 休場日 - 無し[2][10]

### クラブ情報
- ハウス設計 - 株式会社岡設計
- ハウス施工 - 東海興業株式会社[1][10]

### ギャラリー
- コース - [11][12][13]
- ハウス - [14]

### 交通アクセス
- 鉄道 - 中央本線 - 土岐市駅よりタクシー利用 約15分
- 道路 - 東海環状自動車道 - 五斗蒔スマートICより 2km 約5分[15]

## 関連文献
- 『中部財界』、「富士カントリー可児クラブ、待望の54ホール完成」、名古屋 中部財界社、1975年9月
- 『中部財界』、「最大級のゴルフ場に変身する富士カントリー可児クラブ 美濃コース9H増設を機に全面改編」、名古屋 中部財界社、1984年7月
- 『中部財界』、「美濃コースがグレードアップ富士カントリー可児クラブ」、名古屋 中部財界社、1985年1月、2020年9月10日閲覧
- 『建築と社会』、「東海の建築作品 富士カントリー可児クラブ美濃コースクラブハウス 岡設計名古屋支店 東海興業」、大阪 日本建築協会、1987年4月
- 『ゴルフ場ガイド 西版』2006-2007、「富士カントリー可児クラブ　可児ゴルフ場(岐阜県)」、「富士カントリー可児クラブ　美濃ゴルフ場(岐阜県)」、東京 ゴルフダイジェスト社、2006年5月